# Kino Sloboda
Kino Sloboda naziv je petnaestog studijskog albuma Arsena Dedića, objavljenoga 1987. godine. Album je posveta trenucima mladosti, filmofiliji te isječcima iz Šibenika, posebno samog naziva albuma u čast kinu "Sloboda" koje je postojalo u Dedićevom kvartu između 1946. i 1965. godine. Album donosi skladbe "Otkako te ne volim", "Provincijsko kino", "Tko stoji iza mene", "Original soundtrack" i prodan je u zlatnoj nakladi. Pjesme je aranžirao Mato Došen.

## Popis pjesama
Glazba: A. Dedić.
| 1.    | »Parobrod Rex«         | Dedić | 4:22 |
| 2.    | »Original Sound Track« | Dedić | 2:54 |
| 3.    | »Plavi anđeo«          | Dedić | 3:32 |
| 4.    | »Compañera«            | Dedić | 3:56 |
| 5.    | »Čisti, bijeli snijeg« | Dijak | 3:31 |
| 6.    | »Tko stoji iza mene«   | Dedić | 2:45 |
| 7.    | »Automati«             | Dedić | 3:07 |
| 8.    | »Otkako te ne volim«   | Dedić | 3:37 |
| 9.    | »Napudraj nos«         | Dedić | 2:34 |
| 10.   | »Provincijski kino«    | Dedić | 3:17 |
| 11.   | »Završni song«         | Dedić | 2:18 |
| 35:53 |                        |       |      |

## Vanjske poveznice
- Discogs: Kino Sloboda